# Coleophora adelpha
Coleophora adelpha é uma espécie de mariposa do gênero Coleophora pertencente à família Coleophoridae.